# تشارلز ودروف
تشارلز ودروف (بالإنجليزية: Charles Woodruff)‏ هو نبال أمريكي، ولد في 15 أغسطس 1846 في سينسيناتي في الولايات المتحدة، وتوفي بنفس المكان في 6 سبتمبر 1927.

## وصلات خارجية
- تشارلز ودروف على موقع أوليمبيديا (الإنجليزية)